# HD 114613 b
HD 114613 b — экзопланета, обращающаяся вокруг звезды HD 114613 на расстоянии 20.7пк от Земли. Планета является представителем класса газовых гигантов — холодным гигантом.